# Rudolf Opitz (Paläontologe)
Rudolf Opitz (* 3. Januar 1890 in Radebeul; † 16. Juli 1940 in Kłobuck bei Tschenstochau) war ein deutscher Mineralien- und Fossiliensammler im Hunsrückschiefer und Lehrer in Kirschweiler.

## Leben
Opitz war nach der Lehrerausbildung 1904 bis 1910 in Pirna als Lehrer tätig; zunächst Hauslehrer, dann Lehrer in Fischbach, Oberhosenbach, ab 1919 in Griebelschied und ab 1924 Hauptlehrer in Kirschweiler.
Er legte ab 1925 eine außergewöhnliche Sammlung von Fossilien des Hunsrückschiefers aus dem Unterdevon an. Seine Sammlung ist teilweise heute am Wildfreigehege des Hunsrückvereins am Fuße der Wildenburg ausgestellt. 1932 schrieb er eine Monographie über die Fossilien des Hunsrückschiefers.
In Anerkennung seiner Verdienste für die Untersuchung der Fossilien im Hunsrück wurde er als am 24. September 1938 als Mitarbeiter am Paläontologischen Institut des Senckenbergmuseum in Frankfurt am Main auserwählt. Er arbeitete dort jedoch nur kurz, weil er kurze Zeit später als Soldat im Zweiten Weltkrieg einberufen wurde.
Rudolf Opitz war Verfasser eines die nationalsozialistische Ideologie befördernden Theaterstücks über den Schinderhannes, das am 28. Juli 1935 bei den Freilichtspielen der „Festung“ bei Kirschweiler aufgeführt und danach veröffentlicht wurde. Er schrieb auch die Theaterstücke „Im Großen Krieg“ und „Anno 1525“.

## Ehrungen
Nach Opitz wurden drei Fossilienfunde benannt:
- Weinbergina opitzi, ein Pfeilschwanz

- Hymenosoma opitzi, ein Seestern
- Chotecops opitzi, ein Trilobit

In Kirschweiler wurde zudem der Platz vor der Hans-Becker-Halle nach ihm benannt und dort auch eine Gedenktafel mit seinem Porträt enthüllt.

## Veröffentlichungen
- Über das Präparieren der Versteinerungen im Hunsrück-Dachschiefer, In: Natur und Museum, 1930
- Seelilien aus dem Dachschiefer des Hunsrück, In: Natur und Museum, Band 61, 1931, Nr. 4, S. 163
- Bilder aus der Erdgeschichte des Nahe-Hunsrück-Landes Birkenfeld, Enke Verlag 1932 (224 Seiten)